# Kelly Brook

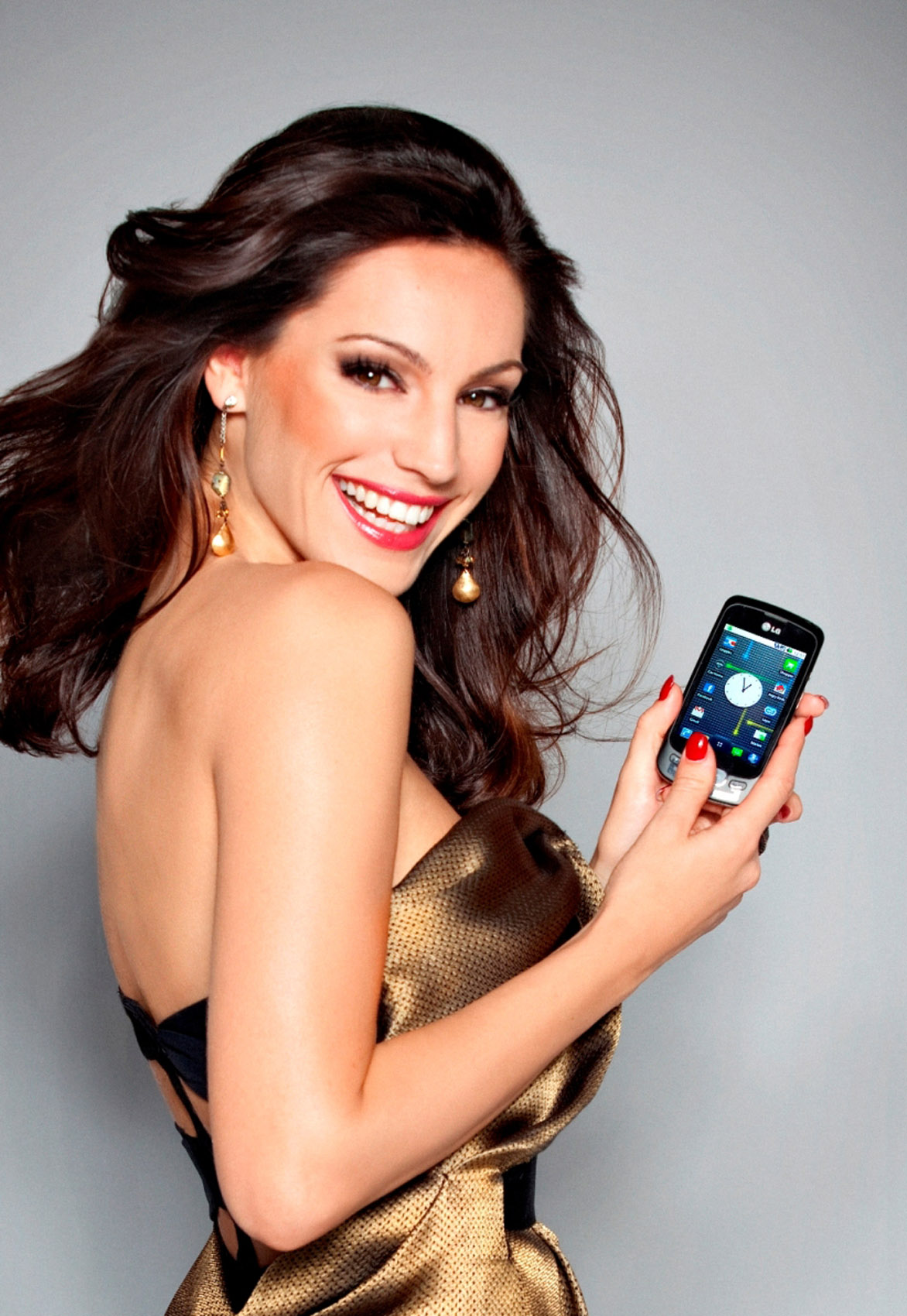
Kelly Brook

Kelly Brook (nume de fată: Kelly Ann Parsons; n. 23 noiembrie 1979, Rochester, Kent) este o actriță și fotomodel britanic.

## Date biografice
Ea începe la 16 ani cariera de fotomodel, după ce a câștigat un concurs de frumusețe. Printre altele ea a lucrat la agenții publicitare pentru a face reclamă mașinilor Renault. Ea apare ca Daily Star și deja în 1999 poza ei poate fi văzută în magazinele GQ și FHM. Brook studiază 3 ani dramaturgia la "Italia Conti Academy" în Londra. Apoi a început să joace roluri secundare în filme ca "Sorted" (2000), "Ripper" (2001) unde a jucat alături de Andrea Joy Cook și Bruce Payne. A mai jucat în 2003 alături de Christopher Lambert și Lou Diamond Phillips în filmul "Absolon".

## Filmografie
- Sorted (2000), Sarah
- Ripper (2001), Marisa Tavares
- Absolon (2003), Claire
- The Italian Job (2003), Lyle's Girlfriend
- School for Seduction (2004), Sophia Rosselini
- House of 9 (2005), Lea
- Deuce Bigalow: European Gigolo (2005), Beautiful Woman in Painting
- Survival Island (also known as Three) (2005), Jennifer
- In the Mood (short film) (2006), Eva
- Fishtales (2007), Neried
- Piranha 3-D (2010), Danni
- Removal (2010), Kirby